# Friedhof Hönggerberg

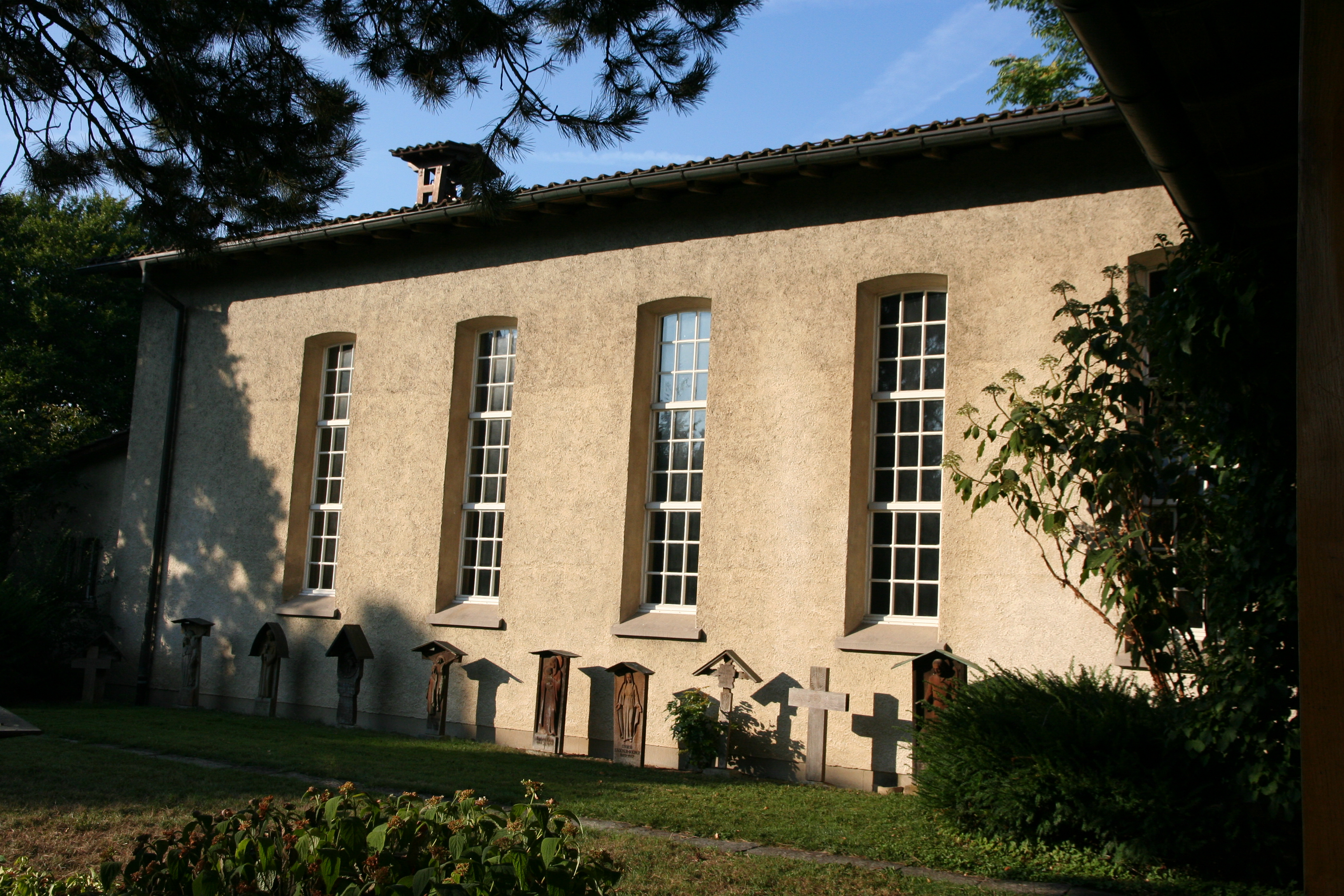
Friedhof Hönggerberg, Kapelle

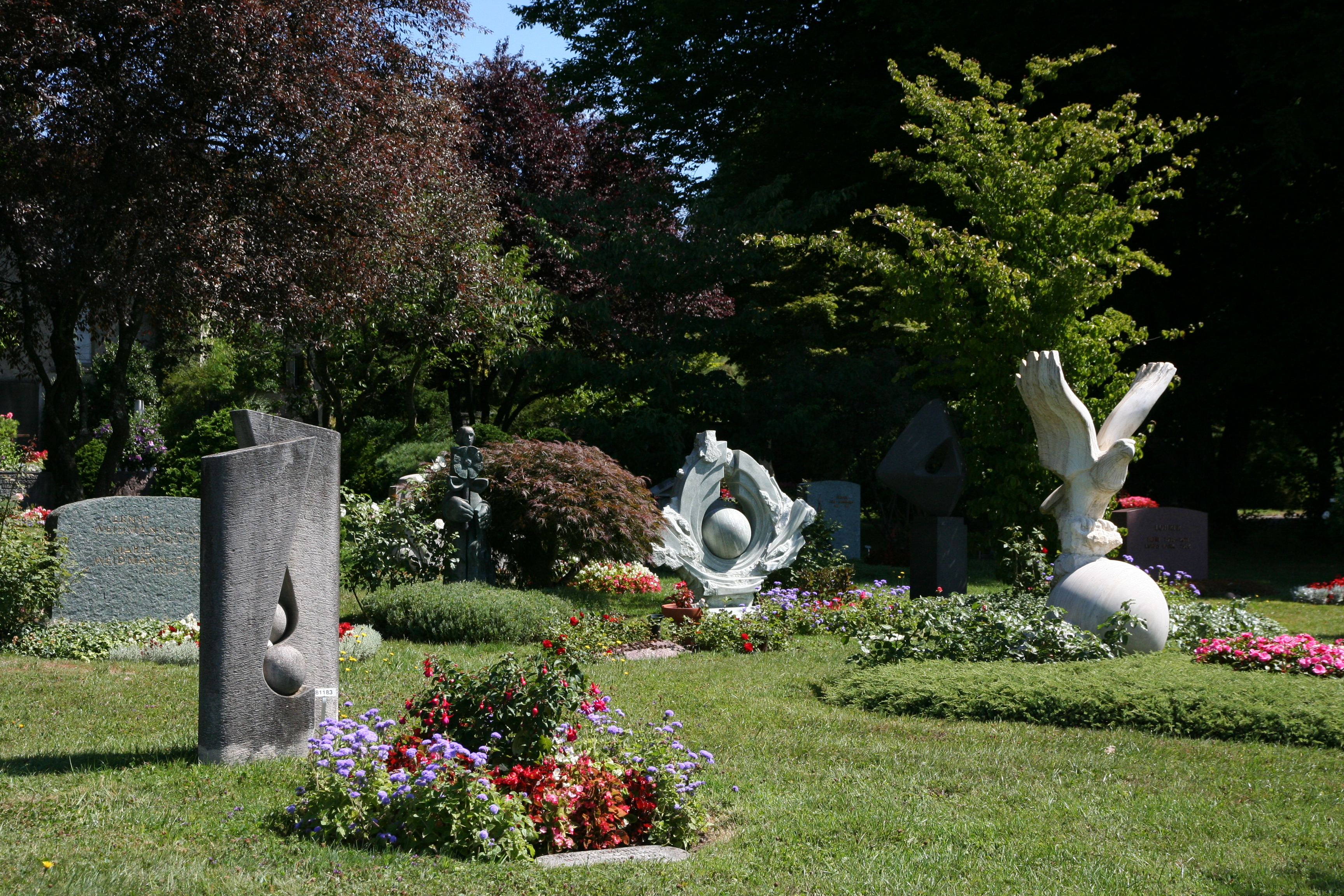
Familiengräber

Der Friedhof Hönggerberg ist ein Friedhof im Quartier Höngg im Nordwesten von Zürich. Er liegt oberhalb von Höngg in Reichweite der ETH Hönggerberg.

## Geschichte
Höngg erlebte nach seiner Eingemeindung in die Stadt Zürich im Jahr 1934 einen Bauboom, sodass sich der ältere Friedhof Höngg auf der Südseite der reformierten Kirche Höngg schon vor Ausbruch des Zweiten Weltkriegs als zu klein erwies. Deshalb wurde 1941 mit Projektierungsarbeiten für einen neuen Friedhof oberhalb von Höngg begonnen. Diskutiert wurde hierbei auch der Bau eines Krematoriums, das aber zugunsten des späteren Krematoriums Nordheim nicht in Höngg realisiert wurde. Nachdem 1946 die Michelstrasse auf den Hönggerberg ausgebaut worden war, wurde der Friedhof zwischen 1946 und 1948 nach Plänen der Architekten J. A. Freytag und Walter Gachnang erstellt. 1979 wurde der Friedhof um seinen südlichen Teil erweitert. Im Jahr 2003 wurde im Wald, der am Nordwesten an den Friedhof angrenzt, eine 3,3 ha grosse Fläche zur Aschenbeisetzung eingerichtet.

## Areal und Bauten
Der Friedhof Hönggerberg wird heute meist durch das Tor an der Michelstrasse betreten. Das architektonische Hauptportal befindet sich dagegen an der Nordwestseite an der Notzenschürlistrasse, welche durch den Wald führt und hinter dem Friedhofsportal auf einem Platz vor der Abdankungshalle endet. Der Platz ist mit Rosskastanien bepflanzt und besitzt auf der rechten Seite eine Plastik von Emilio Stanzani aus dem Jahr 1949. Obwohl das Kunstwerk den Titel Pietà trägt, zeigt sie einen kraftvollen, nach oben blickenden Engel im Moment seines Abflugs. In seinen Armen reisst er einen Toten mit, den der Tod nicht geschwächt hat. Auf der linken Seite des Platzes befinden sich das Verwaltungsgebäude und die Aufbahrungshalle, welche mittels einer Passerelle mit der Abdankungshalle verbunden ist. Deren Frontwand ziert ein Fresko von Max Gubler aus dem Jahr 1948, welches einen Seelenführer-Engel zeigt, der einem Auferstandenen den Weg in den Himmel weist.
Bereits bei der Planung wurde Rücksicht auf die Topographie des Geländes genommen. Mit seiner Hanglange besitzt der Friedhof eine aussergewöhnliche Fernsicht auf die Stadt Zürich und das Limmattal. Die südliche Front des Friedhofs wurde bewusst von hochwachsenden Bäumen freigehalten, um die Aussicht auf Dauer zu erhalten. Das Wegnetz ist in fliessenden Bewegungen gehalten, sodass sich stets neue Perspektiven ergeben. Die Bepflanzung unterstreicht den parkartigen Charakter der Friedhofsanlage.

## Grabstätten bedeutender Persönlichkeiten
Der Friedhof Hönggerberg ist die letzte Ruhestätte von:
- Fritz Brupbacher, 1874–1945, Arzt, libertärer Sozialist
- Paulette Brupbacher, 1880–1967, Ärztin, Sexualreformerin
- Oskar Dalvit, 1911–1975, Kunstmaler und Grafiker
- Karl Geiser, 1898–1957, Bildhauer
- Johannes Itten, 1888–1967, Maler und Kunsttheoretiker
- Erich Kleiber, 1890–1956, Dirigent
- Adolf Lüchinger, 1894–1949, Stadtpräsident von Zürich
- Ernst Morgenthaler, 1887–1962, Kunstmaler und Grafiker
- Sasha Morgenthaler, 1893–1975, Puppenmacherin und Künstlerin
- Oscar Plattner, 1922–2002, Radrennfahrer
- Albert Rüegg, (1902–1986), Maler, Zeichner, Lithograf, Grafiker, Buchgestalter, Publizist und Herausgeber
- Martin Schaub, 1937–2003, Publizist
- Fredy Scheim, 1892–1957, Schauspieler
- Otto Steiger, 1909–2005, Schriftsteller
- Rudolf Sutermeister (1925–1997), Musiker